# Rhopalomyia botryosa
Rhopalomyia botryosa är en tvåvingeart som beskrevs av Fedotova 1984. Rhopalomyia botryosa ingår i släktet Rhopalomyia och familjen gallmyggor.
Artens utbredningsområde är Kazakstan. Inga underarter finns listade i Catalogue of Life.